# Ansaldo Grimaldi
Ansaldo Grimaldi (Genova, 1471 – Genova, 30 settembre 1539) è stato un diplomatico e banchiere italiano della Repubblica di Genova.

## Nascita e primi anni
Nacque nel 1471 da Giovanni Battista di Luca Grimaldi, anch’egli patrizio genovese e diplomatico di rilievo, il quale lo avviò sin da giovanissimo alla carriera pubblica, portandolo con sé in diverse missioni diplomatiche presso la corte papale e quella sforzesca di Milano. La madre è oggetto di incertezza storiografica: secondo alcuni si sarebbe chiamata Pellegra Pinelli, secondo altri, basandosi su fonti seicentesche, sarebbe stata Lucrezia Interiano. Il padre Giovanni Battista, governatore della Corsica per conto della Repubblica di Genova nel 1481, contribuì a introdurre Ansaldo nei meccanismi della politica isolana e nelle complesse trattative tra le élite genovesi e i centri di potere del Mediterraneo.
La sua carriera diplomatica si intensificò a partire dagli anni Novanta del Quattrocento. Nel 1494, in un momento critico segnato dalla discesa di Carlo VIII in Italia e dalle ambizioni milanesi di Ludovico il Moro, Grimaldi fu incaricato di una missione ufficiale per congratularsi con quest’ultimo, nella speranza di ottenere il ritorno di alcune città strategiche come Sarzana. Tra il 1497 e il 1499 fu protagonista di un’intensa attività diplomatica e politica, culminata in una serie di trattative che avrebbero condotto Genova a una nuova sottomissione alla monarchia francese, rappresentata da Luigi XII. In tale contesto, Grimaldi si recò a Milano, Pavia e in altre città del nord Italia per negoziare, insieme ad altri patrizi, la resa della Repubblica e la salvaguardia dei suoi interessi.

## Carriera politica
Nel 1502 fu tra i membri del comitato incaricato di organizzare la visita del re di Francia a Genova. Tuttavia, negli anni successivi, le tensioni interne alla Repubblica sfociarono in una grave crisi politica. Durante la rivolta delle “cappette” del 1506-1507, Ansaldo Grimaldi fu identificato come uno degli esponenti dell’oligarchia aristocratica e il suo palazzo venne assalito e saccheggiato. Come altri nobili, fu costretto all’esilio e trovò rifugio inizialmente a Savona, poi a Milano, dove si mise in contatto con Andrea Doria e altri esiliati, impegnandosi attivamente per il ritorno degli aristocratici al potere. Dopo la riconquista di Genova da parte di Luigi XII nel 1507, Grimaldi tornò in città e riprese la sua attività politica.
Negli anni seguenti, fu più volte ambasciatore a Milano, Mantova, Roma e presso le corti francesi. La sua esperienza e il suo equilibrio lo resero una figura di riferimento per la Repubblica in un periodo segnato da continue oscillazioni tra le potenze europee, in particolare tra Francia e Impero. Allo stesso tempo, rafforzò il proprio ruolo nel campo finanziario, divenendo un operatore di primo piano nelle fiere di Lione e intrattenendo relazioni bancarie con personaggi influenti del tempo, inclusi membri della corte di Francesco I e, più tardi, dello stesso Carlo V. È noto che concesse prestiti anche all’imperatore, confermandosi come uno dei pochi genovesi capaci di manovrare capitali in modo trasversale rispetto alle fazioni politiche del tempo.
Sebbene avesse mantenuto una posizione di equilibrio durante molte delle fratture che attraversarono Genova, la sua lunga fedeltà alla Francia e il suo coinvolgimento nei giochi di potere economico-finanziari lo resero talora sospetto agli occhi di alcune fazioni popolari, che lo accusarono di agire in favore degli interessi stranieri e di ostacolare il pieno ritorno all’indipendenza della Repubblica. Ciononostante, il suo prestigio personale e la sua reputazione di uomo colto e riflessivo lo mantennero sempre al centro della scena politica genovese.

## Mecenatismo e morte
Figura di patrizio umanista e colto, Ansaldo fu tra i protagonisti del rinnovamento intellettuale e accademico della Genova del primo Cinquecento. A partire almeno dagli anni venti, si impegnò attivamente per il consolidamento degli studi universitari nella città, sostenendo la fondazione e lo sviluppo del Collegio dei dottori, nucleo originario dell’Università di Genova. Si prodigò per dotarlo di statuti, strutture e prestigio, consapevole dell’importanza di un’istruzione superiore di livello europeo per la formazione della nuova classe dirigente repubblicana.
Grimaldi promosse i contatti tra i dottori genovesi e il mondo universitario padano, in particolare con Pavia e Bologna, e fece parte del gruppo di patrizi che sollecitarono la riforma degli studi giuridici e umanistici. Sostenne inoltre economicamente alcuni giovani destinati alla carriera accademica e incoraggiò la presenza a Genova di figure di rilievo della cultura italiana ed europea. La sua biblioteca personale, pur oggi dispersa, è ricordata dalle fonti per la ricchezza di testi classici e per l’interesse verso le opere dei giuristi e umanisti contemporanei.
Morì a Genova il 30 settembre 1539, lasciando una notevole eredità sia politica che finanziaria.